# Silapharmaka
Silapharmaka sind Siliciumanaloga von Arzneistoffen, in denen ein (manchmal mehrere) Kohlenstoffatom durch ein Siliciumatom ersetzt wurde. Silapharmaka sind also isoster zu den ihnen entsprechenden Arzneistoffen.

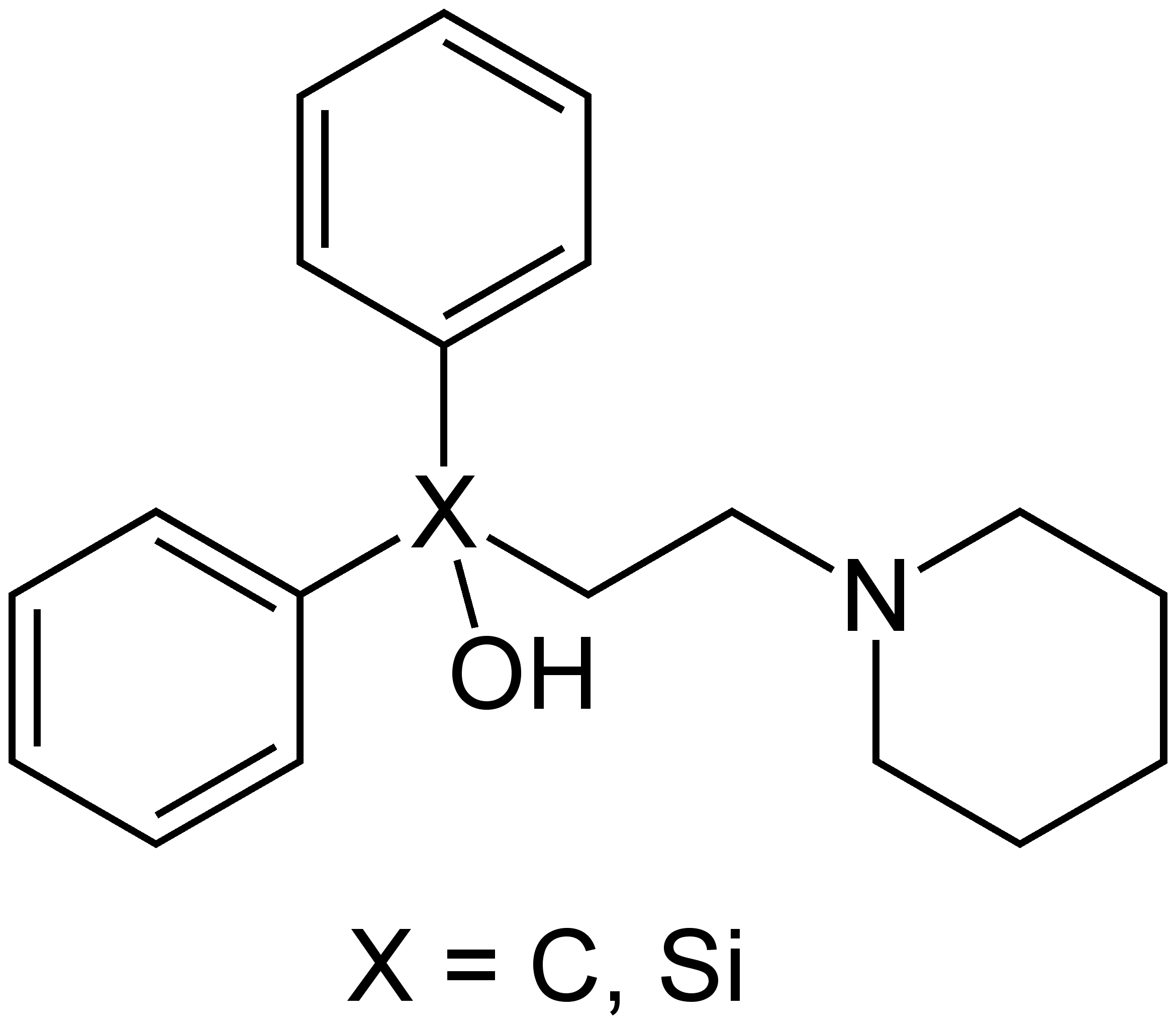
Arzneistoff Pridinol (X = C) und das Silapharmakon Sila-Pridinol (X = Si)

Ein Beispiel ist das (R)-Sila-venlafaxin, welches isoelektronisch zum (R)-Venlafaxin ist, jedoch keine Aktivität mehr am SERT aufweist, diese am NAT bewahrt und antiemetisch wirkt.
Eine Reihe weiterer Beispiele von Silapharmaka findet sich in der wissenschaftlichen Literatur. Besonders intensiv wurde das Konzept der Entwicklung und Untersuchung von Silipharmaka von Reinhold Tacke et al. an der Technischen Universität Braunschweig untersucht.